# Angela miranda
Angela miranda es una especie de mantis de la familia Mantidae.

## Distribución geográfica
Se encuentra en México.